# Ronaldo da Silva Souza
Ronaldo da Silva Souza (Itu, 23 de outubro de 1996), mais conhecido como Ronaldo, é um futebolista brasileiro que atua como volante. Atualmente joga pelo Internacional.

## Carreira
Natural de Itu, São Paulo, Ronaldo ingressou nas categorias de base do Flamengo em 2013, vindo do Paulista. Ele fez sua estreia no time principal (e na Série A) em 1º de novembro de 2015, entrando como substituto de Jajá na derrota por 2 a 0 fora de casa contra o Grêmio.
No dia 19 de abril de 2016, após se destacar nos juniores pela Copa São Paulo de Futebol Júnior do ano, Ronaldo renovou com o Flamengo até 2020.  Acabou jogando muito pouco nas duas temporadas seguintes, sendo emprestado ao Atlético Goianiense em 5 de setembro de 2017, até o final do ano. 

#### Atlético Goianiense (empréstimo)
Ronaldo marcou seu primeiro gol profissional em 17 de setembro de 2017, sendo o terceiro gol do Atlético Goianiense em vitória por 3 a 1 fora de casa contra a Ponte Preta. Depois de nove jogos pelo Dragão, ele retornou ao Fla pra temporada 2018, mas novamente jogou pouco.

#### Bahia (empréstimo)
Em 9 de julho de 2019, Ronaldo foi emprestado ao Bahia, clube da Série A, até o final do ano. Pelo clube baiano, conquistou o Campeonato Baiano de 2020.

### Shimizu S-Pulse
Após o fim do contrato com o Flamengo, Ronaldo assinou sem custos com o Shimizu S-Pulse, do Japão, em 1º de julho de 2021. 

### De volta ao Brasil
Em 2024, Ronaldo jogou pelo Juventude. E em 2025, ele assinou com SC Internacional, em um contrato de dois anos.

## Títulos
Flamengo
- Campeonato Carioca : 2017, 2019

Bahia
- Campeonato Baiano : 2020

Internacional
- Campeonato Gaúcho : 2025

## Links externos
- Perfil do Flamengo (em português)
- «Perfil de Ronaldo da Silva Souza». em Soccerway